# نابخشوده (مجموعه تلویزیونی)
نابخشوده (به انگلیسی: Unforgiven) یک مجموعه درام تلویزیونی سه قسمتی انگلیسی در ژانر درام و جنایی به نویسندگی سالی وین رایت و کارگردانی دیوید ایوانز محصول سال ۲۰۰۹ است. اولین بار این مینی سریال در ژانویه ۲۰۰۹ از شبکه آی‌تی‌وی پخش شد و در سال ۲۰۱۲ از شبکه اس‌تی‌وی پخش شد. داستان فیلم درباره زنی است که به جرم قتل دو افسر پلیس در نوجوانی مقصر شناخته می‌شود و پس از آزادی از زندان مصمم است خواهر کوچک‌تر خود را پیدا کند که به فرزندی شخص دیگری پذیرفته شده است. همچنین داستان این مینی سریال در یورک‌شر، هلیفکس تنظیم شده‌است.
این سریال به طور متوالی ساعت ۹:۰۰ شب پخش می‌شود و در طول دوره پخش سریال به‌طور متوسط ۷ میلیون بیننده داشت. این سریال جایزه بهترین سریال درام یا سریال را از جوایز RTS Program ۲۰۰۹ دریافت کرد. در ۲۵ ژوئن ۲۰۱۳ اعلام شد که کریستوفر مک‌کوری یک فیلم اقتباسی از این مجموعه را می‌نویسد و کارگردانی می‌کند. این مجموعه در ۲ فوریه ۲۰۰۹ بر روی دیسک دی وی دی منتشر شد.

## بازیگران
- سوران جونز در نقش روت اسلاتر
- شیوون فینران در نقش ایزی اینگرام
- پیتر دیویسن در نقش جان اینگرام
- داگلاس هاج در نقش مایکل بلکومب
- جما ردگریو در نقش راشل بلکومب
- متیو مک‌نالتی در نقش استیو ویلان
- امیلی بیچام در نقش لوسی بلکومب
- جک دیم در نقش کایران ویلان
- فلورا اسپنسر- لانگورست در نقش امیلی بلکومب
- فی مک کیور در نقش هانا ویلان
- جورج کوستیگان در نقش ادی آکروید
- ربکا استاتون
- داریل فیش ویک در نقش کارول کراس لند
- فردی جکسون در نقش چارلی اینگرام
- مت هال در نقش روفوس اینگرام
- ویل ملور در نقش برد
- بیل راجرز در نقش آلن